# Cosmos-Verlag
Die Cosmos-Verlag AG ist ein Schweizer Buchverlag mit Sitz in Muri bei Bern.

## Verlagsprogramm
Schwerpunkt der Verlagstätigkeit bildet zum einen das Fachprogramm mit den Themen Steuern, Recht und Wirtschaft, zum anderen das Belletristikprogramm mit Romanen, Krimis, berndeutscher Literatur, Sachbüchern sowie ehemals Nachschlagewerken, Kinder- und Jugendbüchern.

## Geschichte
Der Verlag wurde 1923 gegründet und 1936 in eine Aktiengesellschaft umgewandelt. Ursprünglich führte der Verlag ein reines Fachbuchprogramm rund um Wirtschafts- und Rechtsthemen. 1946 wurde zusätzlich die Fachzeitschrift Steuer Revue lanciert.
1982 stieg der Cosmos-Verlag in den Buchhandel ein. Die Verlagsaktivitäten wurden 1985 mit der Übernahme des Belletristik-Teils des Berner Francke-Verlags ausgebaut und das bis anhin rein fachspezifisch ausgerichtete Programm durch ein belletristisches erweitert.
2004 folgte die Integration der auf Weiterbildung spezialisierten «first.seminare.ag». 2009 wurde der Bereich Buchhandel als Online-Fachbuchhandlung unter der Marke «Cosmos Business» neu lanciert. Ab 2011 stieg das Unternehmen verstärkt in das «Digital Business» ein. Lanciert wurde u. a. eine auf Steuerrecht spezialisierte Onlineplattform (steuerportal.ch) und mit «Cosmos Digital» eine geräteunabhängige Lese- und Rechercheplattform.
2016 wurde mit der «Zoll Revue | Aussenwirtschaft – Recht und Praxis» (seit 2020 «Zoll + MWST Revue») die zweite verlagseigene Fachzeitschrift gegründet.

## Autoren
Zu den Autoren, deren Werke beim Cosmos-Verlag veröffentlicht wurden, zählen unter anderem (Aufzählung beschränkt sich auf Belletristik-Autoren):
| - Ruth Bietenhard - Arthur Bowler - Ernst Burren - Emanuel Friedli | - Jeremias Gotthelf - Otto von Greyerz - Peter Hänni - Alexander Heimann | - Erwin Heimann - Gertrud Heizmann - Sam Jaun - Pedro Lenz | - Charles Linsmayer - Hugo Marti - Werner Marti - Elisabeth Müller | - Markus Ramseier - Sabine Reber - Klaus Schädelin - Susy Schmid | - Werner Schmidli - Margrit Staub-Hadorn - Albert Streich - Rudolf von Tavel | - Barbara Traber - Jürg Weibel - Lisa Wenger - Hans Zulliger |

Im Fachbuchbereich werden die Bücher von Fachexperten mit Praxiserfahrung verfasst.